# Sala del Centenario
La Sala del Centenario (in polacco Hala Stulecia o Hala Ludowa; in tedesco Jahrhunderthalle) è un edificio storico situato a Breslavia, in Polonia.

## Descrizione
La sala, progettata da Max Berg, venne costruita tra il 1911 e il 1913 sull'ex ippodromo e venne inaugurata durante le celebrazioni del centenario della battaglia di Lipsia. La cupola è realizzata in cemento armato, ha un diametro interno di 65 metri, ed un'altezza di 43; dimensioni che all'epoca della costruzione ne fecero il più grande edificio del suo genere.
L'edificio, che fa parte dei Patrimoni dell'umanità dell'UNESCO dal 2006, è attualmente usato per diversi eventi sportivi e per concerti.